# Neuberská smlouva

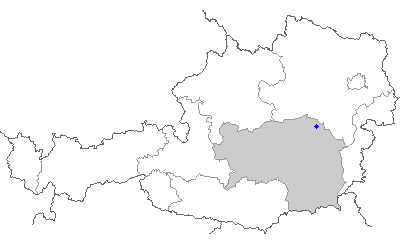
Neuberg na mapě Rakouska

Neuberská smlouva byla smlouva uzavřená v září roku 1379 mezi habsburskými vévody Albrechtem III. a Leopoldem III. v cisterciáckém opatství v Neubergu an der Mürz.
Smlouva se týkala rozdělení vlády v habsburských zemích. Rozdělením vznikly dvě linie rodu a jeho následný upadající vliv:
- Albrechtinská linie obdržela důležitější část, a to arcivévodství rakouské a štýrská města Enns, Štýr, oblast Salzkammergut
- Leopoldinská linie se ujala vlády ve vévodstvích štýrském (včetně Vídeňského Nového Města), korutanském a kraňském. Dále obdržela Vindickou marku, kraj Gorizia, vnitrozemí Istrie (později Rakouské přímoří), majetek Habsburků ve Furlansku, Tyrolsko a Přední Rakousy.

Zachováno bylo vzájemné dědické a předkupní právo obou linií. Albertinská linie vymřela roku 1457 smrtí krále Ladislava Pohrobka a rakouské arcivévodství přešlo na císaře Fridricha III. z leopoldinské linie, která byla ještě rozšířena o linii tyrolskou Leopolda IV. Všechna habsburská území byla opět sjednocena v roce 1490, kdy se arcivévoda Zikmund Tyrolský zřekl vlády v Tyrolsku ve prospěch císaře Maxmiliána I.